# 大野智弘
大野 智弘（おおの ともひろ、1969年11月22日 - ）は、日本の実業家。Kudan株式会社創業者で、同社代表取締役。

## 人物・来歴
1993年横浜国立大学経営学部卒業。同年アンダーセン・コンサルティング東京事務所（現アクセンチュア）に入社し、経営コンサルタントとなる。2000年Andersen Consulting UKに移籍。2002年イギリスのベンチャー企業・SN Systemsに入社。2005年SNシステムズ代表取締役。2011年KAYAC EUROPE LIMITED（現Kudan Limited）設立、同社代表取締役就任。2014年に日本法人としてKudanを設立。同社代表取締役を務め、2018年に東京証券取引所マザーズに上場させ、株価の上昇により2019年には約890億円を保有する資産家となった。イギリスを拠点に人工知覚技術の研究開発を進めていたが、ほぼ20年ぶりに日本に居住するようになったのち、再び海外移住を考えていたが、新型コロナウイルス感染症の世界的流行のため、2020年にニセコ観光圏を形成する倶知安町の別荘地に約1万坪を購入し品川区から移住した。